# Conclave del marzo 1605
Il conclave del marzo 1605 venne convocato a seguito della morte del papa Clemente VIII e si concluse con l'elezione del papa Leone XI.
Con l'aggravarsi dello stato di salute di Clemente VIII, iniziarono i giochi politici delle grandi potenze in vista del prossimo conclave. Il 28 ottobre 1604 Enrico IV di Francia disse ai cardinali francesi di stare pronti a sostenere Alessandro de' Medici oppure Cesare Baronio e nel marzo seguente palesò al cardinale François de Joyeuse l'intenzione di comprare l'appoggio di Pietro Aldobrandini.
Il 14 marzo 1605, undici giorni dopo la morte di Clemente VIII, sessanta cardinali entrarono in conclave nella Cappella Sistina. Nove erano stati nominati da Sisto V, trentotto da Clemente VIII, seguivano sette nominati da Pio IV e altrettanti da Gregorio XIII e cinque da Gregorio XIV. Gran parte del Sacro Collegio percepiva pensioni e prebende dalla Corona Spagnola, cosicché Clemente VIII per controbilanciare tale influenza negli anni aveva creato molti cardinali, di cui però solo trentotto gli sopravvissero; forza comunque sufficiente per contrastare gli spagnoli se l'Aldobrandini, a capo proprio della fazione italiana, fosse stato in grado di gestire al meglio le manovre politiche durante l'elezione.
Appena aperto il conclave Aldobrandini compì il primo errore, dichiarando ufficialmente Baronio come candidato e tentando di farlo eleggere velocemente: la scelta era una sfida aperta alla Spagna, poiché Baronio recentemente aveva scritto un libro sugli abusi perpetrati dai governanti spagnoli in Sicilia sia nelle sfere secolari che in quelle ecclesiastiche. La fazione spagnola si sarebbe opposta con forza ad un nemico personale del re Filippo III di Spagna. Aldobrandini confidava in un supporto della fazione francese, non sapendo che Joyeuse aveva avuto preciso incarico da parte di Enrico IV di sostenere il cardinale Alessandro de' Medici, cugino del granduca Ferdinando I de' Medici e già legato pontificio in Francia.
Com'era prevedibile al solo nominare il Baronio l'arcivescovo d'Avila prese provvedimenti: l'uomo non solo era un nemico dichiarato della Spagna, ma era anche estremamente austero e rigido, qualità che non erano gradite a molti cardinali, giovani e di scarsa continenza, creati da Clemente VIII. Questo, assieme all'astensione dei prelati francesi fu un colpo inatteso per l'Aldobrandini, che comunque perseverò nella candidatura proposta: per parecchi giorni il numero dei voti a suo favore variò tra i quindici ed i ventitré.
Nel frattempo i francesi erano riusciti a portare dalla loro parte quindici cardinali con donazioni in denaro, doni e promesse di vescovati e prebende. Similmente gli spagnoli e i fiorentini stavano inondando d'oro gli altri cardinali ed usando varie lusinghe: l'ambasciatore spagnolo fece arrivare al cardinale Ginnasi guanti del valore di 500 corone, mentre Belisario Vinta, su mandato di Ferdinando I de' Medici regalava cosmetici e scatole di dolciumi ai prelati. Alessandro de' Medici si impegnò a difendere Baronio dagli attacchi degli spagnoli, ma allo stesso tempo si avvicinò al cardinal Peretti, che alla fine fece convogliare su di lui un numero tale di voti da fargli superare il quorum dei due terzi nella notte tra il 1º ed il 2 aprile.

## Composizione del Sacro Collegio

### Cardinali presenti in conclave
| Nome                                                     | Paese                                | Titolo                                               | Ruolo | Nascita    | Concistoro        |
| -------------------------------------------------------- | ------------------------------------ | ---------------------------------------------------- | --- | ---------- | ----------------- |
| Tolomeo Gallio                                           | Ducato di Milano                     | Cardinale vescovo di Ostia e Velletri                | Decano del Collegio cardinalizio; Prefetto della Congregazione dei riti | 25/09/1527 | 12 marzo 1565     |
| Giovanni Francesco Biandrate di San Giorgio Aldobrandini | Ducato del Monferrato                | Cardinale presbitero di San Clemente                 | Legato apostolico di Romagna; vescovo di Faenza | 07/04/1545 | 5 giugno 1596     |
| Alessandro Damasceni Peretti                             | Stato Pontificio                     | Cardinale presbitero di San Lorenzo in Damaso        | Vice-Cancelliere di Santa Romana Chiesa; legato apostolico di Bologna | 1571       | 13 maggio 1585    |
| Girolamo Bernerio, O.P.                                  | Ducato di Ferrara                    | Cardinale vescovo di Albano                          | Prefetto della Congregazione dell'Indice dei libri proibiti; vescovo di Ascoli Piceno                                                                                         | 14/11/1540 | 16 novembre 1586  |
| Cesare Baronio                                           | Stato Pontificio                     | Cardinale presbitero dei Santi Nereo e Achilleo      | Bibliotecario di Santa Romana Chiesa | 30/10/1538 | 5 giugno 1596     |
| Domenico Pinelli                                         | Repubblica di Genova                 | Cardinale vescovo di Frascati                        | Arciprete della basilica liberiana di Santa Maria Maggiore | 21/10/1541 | 18 dicembre 1585  |
| Antonio Maria Gallo                                      | Stato Pontificio                     | Cardinale presbitero di Santa Prassede               | Vescovo di Osimo, protettore del Santuario della Santa Casa di Loreto | 18/10/1553 | 16 novembre 1586  |
| Lorenzo Bianchetti                                       | Stato Pontificio                     | Cardinale presbitero di San Lorenzo in Panisperna    | auditore della Sacra Rota | 12/09/1545 | 5 giugno 1596     |
| Francisco de Ávila y Guzmán                              | Regno di Spagna                      | Cardinale presbitero di Santa Croce in Gerusalemme   | Commissario generale della Crociata | 1548       | 5 giugno 1596     |
| Francesco Mantica                                        | Repubblica di Venezia                | Cardinale presbitero di Santa Maria del Popolo       | Uditore del Tribunale della Rota Romana | 20/03/1534 | 5 giugno 1596     |
| Pompeo Arrigoni                                          | Stato Pontificio                     | Cardinale presbitero di Santa Balbina                | Cardinale protettore dell'Almo Collegio Capranica | 02/03/1552 | 5 giugno 1596     |
| Antonio Maria Sauli                                      | Repubblica di Genova                 | Cardinale presbitero di Santa Maria in Trastevere    | Arcivescovo metropolita emerito di Genova | 1541       | 18 dicembre 1587  |
| Bonifazio Bevilacqua Aldobrandini                        | Ducato di Modena e Reggio            | Cardinale presbitero di San Girolamo dei Croati      | Prefetto della Congregazione della Sacra Consulta; legato apostolico di Perugia e dell'Umbria; vescovo di Cervia                                                              | 04/04/1571 | 3 marzo 1599      |
| Alfonso Visconti                                         | Ducato di Milano                     | Cardinale presbitero di San Sisto                    | Vescovo di Spoleto | 1552       | 3 marzo 1599      |
| Ottavio Bandini                                          | Granducato di Toscana                | Cardinale presbitero di Santa Sabina                 | Arcivescovo metropolita di Fermo | 25/10/1558 | 5 giugno 1596     |
| Anne de Perusse d'Escars de Giury                        | Regno di Francia                     | Cardinale presbitero di Santa Susanna                | Vescovo di Lisieux | 29/03/1546 | 5 giugno 1596     |
| Domenico Toschi                                          | Ducato di Modena e Reggio            | Cardinale presbitero di Sant'Onofrio                 | Vescovo di Tivoli; vice-camerlengo della Camera Apostolica | 11/06/1535 | 3 marzo 1599      |
| Paolo Emilio Zacchia                                     | Stato Pontificio                     | Cardinale presbitero di San Marcello                 | Prefetto della Congregazione del Concilio; vescovo di Corneto e Montefiascone                                                                                                 | 1554       | 3 marzo 1599      |
| Roberto Bellarmino                                       | Granducato di Toscana                | Cardinale presbitero di Santa Maria in Via           | Arcivescovo metropolita di Capua | 04/10/1542 | 3 marzo 1599      |
| François d'Escoubleau de Sourdis                         | Regno di Francia                     | Cardinale presbitero dei Santi XII Apostoli          | Arcivescovo metropolita di Bordeaux; abate commendatario di La Roë | 25/10/1574 | 3 marzo 1599      |
| Flaminio Piatti                                          | Ducato di Milano                     | Cardinale diacono di Santa Maria della Pace          | uditore della Sacra Rota | 11/07/1552 | 6 marzo 1591      |
| Camillo Borghese                                         | Stato Pontificio                     | Cardinale presbitero di San Crisogono                | Segretario della Congregazione della Romana e Universale Inquisizione; Vicario generale di Sua Santità per la Diocesi di Roma                                                 | 24/02/1536 | 5 giugno 1596     |
| Séraphin Olivier-Razali                                  | Regno di Francia                     | Cardinale presbitero di San Salvatore in Lauro       | Patriarca titolare di Alessandria | 02/08/1538 | 9 giugno 1604     |
| Filippo Spinelli                                         | Regno di Napoli                      | Cardinale presbitero di San Bartolomeo all'Isola     | Vescovo di Policastro | 1566       | 9 giugno 1604     |
| Benedetto Giustiniani                                    | Repubblica di Genova (Isola di Chio) | Cardinale presbitero di Santa Prisca                 | Legato apostolico della Marca Anconitana | 05/06/1554 | 16 novembre 1586  |
| François de Joyeuse                                      | Regno di Francia                     | Cardinale vescovo di Sabina                          | Arcivescovo metropolita di Rouen; Primate di Normandia; abate commendatario di Saint-Sernin, di Saumur e di Mont-Saint-Michel                                                 | 24/06/1562 | 12 dicembre 1583  |
| Carlo Conti                                              | Stato Pontificio                     | Cardinale presbitero                                 | Vescovo di Ancona e Numana | 28/08/1556 | 9 giugno 1604     |
| Carlo Gaudenzio Madruzzo                                 | Principato vescovile di Trento       | Cardinale presbitero                                 | Principe-vescovo di Trento | 1562       | 9 giugno 1604     |
| Jacques du Perron                                        | Regno di Francia                     | Cardinale presbitero di Sant'Agnese in Agone         | Vescovo di Évreux | 25/11/1556 | 9 giugno 1604     |
| Innocenzo Del Bufalo-Cancellieri                         | Stato Pontificio                     | Cardinale presbitero di San Tommaso in Parione       | Vescovo di Camerino | 1566       | 9 giugno 1604     |
| Odoardo Farnese                                          | Stato Pontificio                     | Cardinale diacono di Sant'Eustachio                  | Abate commendatario di Grottaferrata | 08/12/1573 | 6 marzo 1591      |
| Ottavio Acquaviva d'Aragona                              | Regno di Napoli                      | Cardinale presbitero dei Santi Giovanni e Paolo      | Legato apostolico di Avignone | 1560       | 6 marzo 1591      |
| Giovanni Dolfin                                          | Repubblica di Venezia                | Cardinale presbitero di San Matteo in Merulana       | Vescovo di Vicenza | 15/12/1545 | 9 giugno 1604     |
| Giacomo Sannesio                                         | Stato Pontificio                     | Cardinale presbitero di Santo Stefano al Monte Celio | Segretario della Congregazione della Sacra Consulta | 20/06/1560 | 9 giugno 1604     |
| Erminio Valenti                                          | Stato Pontificio                     | Cardinale presbitero di Santa Maria in Traspontina   | protonotario apostolico | 24/12/1564 | 9 giugno 1604     |
| Federico Borromeo                                        | Ducato di Milano                     | Cardinale presbitero di Santa Maria degli Angeli     | Arcivescovo metropolita di Milano | 18/08/1564 | 18 dicembre 1587  |
| Girolamo Agucchi                                         | Stato Pontificio                     | Cardinale presbitero di San Pietro in Vincoli        | Segretario emerito della Congregazione dei Vescovi e Regolari | 15/01/1555 | 9 giugno 1604     |
| Alessandro di Ottaviano de' Medici di Ottajano           | Granducato di Toscana                | Cardinale vescovo di Palestrina; eletto papa         | Arcivescovo metropolita di Firenze; prefetto della Congregazione dei vescovi e regolari; prevosto di Santo Stefano di Prato                                                   | 02/06/1535 | 12 dicembre 1583  |
| Girolamo Pamphili                                        | Stato Pontificio                     | Cardinale presbitero di San Biagio dell'Anello       | Decano emerito della Rota Romana | 21/05/1545 | 9 giugno 1604     |
| Agostino Valier                                          | Repubblica di Venezia                | Cardinale presbitero di San Marco                    | Vescovo di Verona | 07/04/1531 | 12 dicembre 1583  |
| Ottavio Paravicini                                       | Stato Pontificio                     | Cardinale presbitero dei Santi Bonifacio e Alessio   | Vescovo emerito di Alessandria | 11/07/1552 | 6 marzo 1591      |
| Giovanni Evangelista Pallotta                            | Stato Pontificio                     | Cardinale presbitero di San Lorenzo in Lucina        | Arciprete della Basilica di San Pietro in Vaticano; presidente della Fabbrica di San Pietro                                                                                   | 06/02/1548 | 18 dicembre 1587  |
| Ferdinando Taverna                                       | Ducato di Milano                     | Cardinale presbitero di Sant'Eusebio                 | Legato apostolico della Marca Anconitana | 1558       | 9 giugno 1604     |
| Anselmo Marzato, O.F.M.Cap.                              | Regno di Napoli                      | Cardinale presbitero di San Pietro in Montorio       | Procuratore generale dell'Ordine dei Cappuccini | 16/11/1557 | 9 giugno 1604     |
| Gregorio Petrocchini                                     | Stato Pontificio                     | Cardinale presbitero di Sant'Agostino                | Camerlengo del Collegio Cardinalizio | 20/02/1536 | 20 dicembre 1589  |
| Cinzio Passeri Aldobrandini                              | Stato Pontificio                     | Cardinale diacono di San Giorgio in Velabro          | Sovrintendente generale dello Stato Ecclesiastico; prefetto del Supremo Tribunale della Segnatura Apostolica; kegato apostolico di Avignone                                   | 1551       | 17 settembre 1593 |
| Francesco Maria Tarugi                                   | Granducato di Toscana                | Cardinale presbitero di Santa Maria sopra Minerva    | Arcivescovo metropolita di Siena | 27/08/1525 | 5 giugno 1596     |
| Mariano Pierbenedetti                                    | Stato Pontificio                     | Cardinale presbitero dei Santi Marcellino e Pietro   | Vescovo emerito di Martirano | 1538       | 20 dicembre 1589  |
| Paolo Emilio Sfondrati                                   | Ducato di Milano                     | Cardinale presbitero di Santa Cecilia                | Prefetto emerito del Supremo Tribunale della Segnatura Apostolica | 21/03/1560 | 19 dicembre 1590  |
| Pietro Aldobrandini                                      | Stato Pontificio                     | Cardinale presbitero di San Pancrazio fuori le mura  | Camerlengo di Santa Romana Chiesa; sovrintendente generale dello Stato Ecclesiastico; Legato apostolico di Ferrara; arcivescovo metropolita di Ravenna; Penitenziere maggiore | 31/03/1571 | 17 settembre 1593 |
| Francesco Sforza                                         | Ducato di Parma e Piacenza           | Cardinale diacono di Santa Maria in Via Lata         | Cardinale protodiacono | 06/11/1562 | 12 dicembre 1583  |
| Francesco Maria Bourbon del Monte Santa Maria            | Repubblica di Venezia                | Cardinale presbitero di Santa Maria in Ara Coeli     | relatore tribunale della Segnatura Apostolica | 05/07/1549 | 14 dicembre 1588  |
| Giovanni Antonio Facchinetti de Nuce                     | Stato Pontificio                     | Cardinale presbitero dei Santi Quattro Coronati      | nipote di Innocenzo IX | 10/03/1575 | 18 dicembre 1591  |
| Bartolomeo Cesi                                          | Stato Pontificio                     | Cardinale diacono di Santa Maria in Portico Octaviae | Governatore di Benevento | 1566       | 5 giugno 1596     |
| Andrea Baroni Peretti Montalto                           | Stato Pontificio                     | Cardinale diacono di Sant'Angelo in Pescheria        | nipote di Sisto V | 29/12/1572 | 5 giugno 1596     |
| Alessandro d'Este                                        | Ducato di Modena e Reggio            | Cardinale diacono di Santa Maria Nuova               | Governatore di Tivoli | 19/08/1562 | 3 marzo 1599      |
| Giovanni Battista Deti                                   | Ducato di Modena e Reggio            | Cardinale diacono di Santa Maria in Cosmedin         | | 16/02/1580 | 3 marzo 1599      |
| Silvestro Aldobrandini, O.S.Io.Hieros.                   | Stato Pontificio                     | Cardinale diacono di San Cesareo in Palatio          | Gran priore di Roma del Sovrano Militare Ordine di Malta | 1587       | 17 settembre 1603 |
| Giovanni Doria                                           | Repubblica di Genova (Isola di Chio) | Cardinale diacono di Sant'Adriano al Foro            | | 24/03/1573 | 9 giugno 1604     |
| Carlo Emmanuele Pio di Savoia                            | Ducato di Modena e Reggio            | Cardinale diacono di San Nicola in Carcere           | | 05/01/1585 | 9 giugno 1604     |

## Cardinali assenti
1. Ascanio Colonna, arciprete della Basilica Lateranense
2. Pierre de Gondi, vescovo di Langres
3. Carlo di Lorena, vescovo di Metz
4. Fernando Niño de Guevara, arcivescovo di Siviglia
5. Bernardo Sandoval Rojas, arcivescovo di Toledo
6. Franz Seraph von Dietrichstein, arcivescovo di Olomouc
7. Domenico Ginnasi, arcivescovo di Manfredonia
8. Antonio Zapata y Cisneros, arcivescovo di Burgos
9. Bernard Maciejowski, arcivescovo di Gniezno